# Leo Marks
Pour les articles homonymes, voir Marks.
 (mars 2022).
Leo Marks (1920 - 2001), de nationalité britannique, est successivement cryptographe au Special Operations Executive pendant la Seconde Guerre mondiale, puis scénariste.

## Famille
Son père : Benjamin Marks. Il possède la librairie ancienne Marks & Co., 84 Charing Cross Road, Londres, qui a une certaine renommée internationale à l'occasion de la sortie du livre de ce titre en 1970, suivi par une pièce de théâtre et un film.

## Biographie

### Jeunesse
1920. Le 24 septembre, naissance de Leopold Samuel Marks à Londres, Royaume-Uni.
Son initiation à la cryptographie commence lorsque son père lui montre Le Scarabée d’or d'Edgar Poe. À partir de cet intérêt précoce, il fait preuve de son intelligence pour le décryptage en déchiffrant les codes de prix secrets de son père. 
Jeune-homme, il gagne de l’argent de poche en établissant les mots croisés cryptés du Times, notoirement difficiles.

### Cryptographe au SOE (1942-1946)
(ce chapitre provient de l'article Leo Marks de langue anglaise)
1942. Marks rejoint l’armée en janvier. Il va à Bedford s’entraîner comme cryptographe. Son mode de pensée original et non orthodoxe le conduit à être le seul de sa classe à être jugé de niveau insuffisant pour être envoyé à Bletchley Park ; à la place, il est envoyé dans l’organisation rivale, le service secret Special Operations Executive (SOE). Quand ses capacités seront ensuite reconnues, Bletchley Park se référera à lui comme « celui qui est parti ». Marks devient un expert en cryptanalyse (fabrication et détection des codes et chiffres) et devient finalement le Chef des codes du SOE, à la tête d'une équipe de 400 personnes. Il a alors la responsabilité de fournir aux agents les chiffres avec lesquels ils devraient émettre leurs messages radio à destination de Londres.
1946. Le SOE est dissous. Leo Marks decline l’offre du Secret Intelligence Service (SIS).

### Scénariste (1946-2001)
Cette période de sa vie est surtout consacrée à ses activités comme scénariste, comme acteur et comme auteur. Se reporter plus loin au paragraphe Œuvres pour les listes chronologiques correspondantes. Les événements suivants sont aussi à noter :
1966. Il épouse la peintre portraitiste Elena Gaussen.
1998. Publication de son livre Between Silk and Cyanide: A Codemaker's Story 1941-1945. Ce livre qui décrit ses activités au SOE aurait été fini au début des années 1980, mais dut attendre 1998 pour avoir l'autorisation gouvernementale de paraître.
2000. Il divorce.
2001. Il meurt le 15 janvier à Londres, Royaume-Uni.

## Œuvres

### Filmographie

#### Comme scénariste
- 1947. - The Girl Who Couldn't Quite,
- 1951. - Cloudburst,
- 1957. - The Best Damn Lie,
- 1960. - Peeping Tom, de Michael Powell
- 1962 : The Webster Boy
- 1964 : Les Canons de Batasi (Guns at Batasi)
- 1968 : Twisted Nerve
- 1968 : Les Filles du code secret (Sebastian)
- 1997 : The Sticky Fingers of Time : Dex

#### Comme acteur
- 1988 : La Dernière Tentation du Christ (The Last Temptation of Christ), de Martin Scorsese : Satan / Archangel (voix)
- 1996 : Dogs: The Rise and Fall of an All-Girl Bookie Joint : Arnie Cybernowski